# Ruisseau de la Nère
Pour les articles homonymes, voir Nère.
Le ruisseau de la Nère est une  rivière du sud de la France c'est un affluent du ruisseau de la Hure sous-affluent du Ciron donc un sous-affluent de la Garonne.

## Géographie
De 19,1 km de longueur, le ruisseau de la Nère est une rivière qui prend sa source dans les Landes de Gascogne sur la commune de Louchats dans la Gironde sous le nom de Barade du Couy prend le nom de ruisseau de Cap de Bern puis le nom de ruisseau d'Origne et se jette dans le ruisseau de la Hure en rive gauche sur la commune de Balizac.

## Département et communes traversés
- Gironde : Louchats, Origne, Balizac.

## Principaux affluents
- Ruisseau du Coudiney : 2,1 km
- Le Hiou : 9,1 km
- Ruisseau de la Raouza : 3,2 km